# Joé Seeten
Joé Seeten, né le 31 mai 1957 à Dunkerque, est un navigateur et skipper professionnel français.

## Biographie
Il a découvert la voile grâce à son père, qui a acquis son premier bateau en 1967. Il suit une formation d’électrotechnicien et créé son entreprise : La Voilerie. Pendant dix-sept ans, Joé dessine, trace, coupe et assemble des voiles pour des bateaux de plaisance. Parallèlement il participe à de nombreuses courses en équipage (Tour de France à la voile, champion du Monde de Quarter
Tonner, Route de la découverte, Transatlantique Twostar) ce qui lui permet d’être toujours performant dans la réalisation de ses profils de voiles.
De 1989 à 1993 il court en First class 8. Il termine 2 fois troisième des championnats de France puis en championnat d'Europe où il finit cinquième puis troisième
En 1995 Joé Seeten se lance dans la course en solitaire professionnelle. Pendant quatre ans il courre sur un voilier « monotype », le Figaro Bénéteau, avant de se lancer en 2000 dans le Vendée Globe sur Nord-pas-de-Calais/chocolats du Monde.

## Palmarès
- 1979
  - 1er Tour de France à la voile sur Dunkerque avec Bertrand Pacé
- 1980
  - 1er Tour de France à la voile sur Dunkerque avec Damien Savatier
- 1981
  - 1er Tour de France à la voile sur Dunkerque avec Damien Savatier
  - 6e de la Transatlantique Twostar
- 1981
  - 2e de la Route de la découverte
- 1984
  - Champion du Monde de Quarter Tonner
- 1987
  - 1er Tour de France à la voile
- 1988
  - Record de vitesse de la traversée de la Manche avec 17,2 nœuds
- 1989
  - 3e championnat de France de First Class 8
- 1990
  - 3e championnat de France de First Class 8
- 1992
  - 5e championnat d'Europe de First Class 8
- 1993
  - 3e championnat d'Europe de First Class 8
- 1995
  - 6e de la Solitaire du Figaro
- 1997
  - 11e de la Solitaire du Figaro
- 2000
  - 10e de l’Europe 1 Newman Star sur Nord-pas-de-Calais
- 2000-2001
  - 10e du Vendée Globe sur Nord-pas-de-Calais/chocolats du Monde
- 2001
  - 10e de la Transat Jacques-Vabre en classe IMOCA sur Sollac Atlantique en duo avec Éric Drouglazet
- 2002
  - 3e de la Route du Rhum en classe IMOCA sur Arcelor Dunkerque
- 2003
  - 8e de la Transat Jacques-Vabre 2003 sur Arcelor Dunkerque en duo avec Éric Dumont
  - 6e de la Défi atlantique sur Arcelor Dunkerque
- 2004-2005
  - 8e du Vendée Globe sur Arcelor Dunkerque
- 2005
  - 9e de la Transat Jacques-Vabre 2005 sur Mare Verticale en duo avec Cecilia Carreri